# Portal 2
Portal 2 – zręcznościowo-logiczna gra komputerowa przedstawiona z perspektywy pierwszej osoby wyprodukowana i wydana przez Valve Corporation 19 kwietnia 2011 na platformy Microsoft Windows, OS X, PlayStation 3 i Xbox 360. Jest kontynuacją gry Portal z 2007 roku.
Portal 2 składa się z serii zagadek, które gracz rozwiązuje teleportując samego siebie i przydatne obiekty za pomocą urządzenia dwuportalowego, które może stworzyć między-przestrzenne portale umieszczone na płaskich powierzchniach, np. ścianach. W grze występują również dodatkowe urządzenia i przedmioty, które gracz może wykorzystać, emitery wiązek przyciągających oraz żele zmieniające właściwości powierzchni na której się znajdą.
Pierwsze DLC do Portala 2 zostało wydane pod koniec września 2011 roku i było rozprowadzane za darmo. Dodawało ono dodatkowe komory testowe w trybie kooperacyjnym.
Redakcja magazynu PC Gamer UK w 2015 roku przyznała grze 14. miejsce na liście najlepszych gier na PC.

## Fabuła
Akcja rozpoczyna się w nieokreślonej przyszłości po wydarzeniach z pierwszej części gry – Portal. Zniszczenie GLaDOS spowodowało przebudzenie dziesiątek rdzeni osobowości. Jednym z nich jest Wheatley, który postanawia wydostać się z laboratorium Aperture Science. Aby tego dokonać, budzi Chell (bohaterkę części pierwszej), która została zamknięta w komorze hibernacyjnej i proponuje jej wspólną ucieczkę. Jednak sztuczna inteligencja GLaDOS przetrwała i wznawia testy, które bohaterka musiała wykonywać w pierwszej części gry.

## Tryb kooperacji
Poza trybem rozgrywki dla jednego gracza Portal 2 oferuje tryb kooperacji. Dostępna jest w nim osobna kampania fabularna. Do jego rozegrania jest potrzebnych dwóch graczy, którzy wcielają się w roboty Atlasa i P-body. Każdy z nich dysponuje własnym urządzeniem do tworzenia portali. Ponadto gracze w celu ułatwienia współpracy mogą wykorzystać tryb podzielonego ekranu, używać minikamery pokazującej poczynania drugiego gracza oraz umieszczać ikony informujące, czego w danym momencie gracz oczekuje od sojusznika.

## Inicjatywa Ustawicznego Testowania
Dodatek „Inicjatywa Ustawicznego Testowania” (ang. Perpetual Testing Initiative) pojawił się 8 marca 2012 roku. Jest to intuicyjny kreator pozwalający użytkownikom na zaprojektowanie własnych wyzwań i podzielenie się nimi z innymi graczami przy pomocy Warsztatu Steam (ang. Steam Workshop).